# Austrotriconodon
Austrotriconodon is een geslacht van uitgestorven zoogdieren behorend tot de Meridiolestida. De soorten kwamen in het Laat-Krijt in Zuid-Amerika voor.

## Fossiele vondsten
Austrotriconodon is bekend van fossiele tanden uit de Los Alamitos-formatie in Patagonië. Op basis van het aspect van de tanden werd het dier aanvankelijk ingedeeld bij de Eutriconodonta, een zoogdiergroep die alleen bekend is van de noordelijke continenten. Later onderzoek toonde aan dat Austrotriconodon tot de Meridiolestida behoort.

## Kenmerken
Austrotriconodon was een carnivoor met het formaat van een wezel (A. sepulvedai) tot een kat (A. mckennai). 